# ناشفيل (مسلسل)
ناشفيل (بالإنجليزية: Nashville)‏ هو مسلسل أمريكي من تأليف كالي خوري وبطولة كوني بريتون، هايدن بانتير، كليير بوين، إريك كلوز، تشارلز إستن، جوناثان جاكسن وسام بالاديو، صدر الموسم الأول من المسلسل على قناة أيه بي سي في 10 أكتوبر 2012.